# ミッソーニ
ミッソーニ（Missoni）は、イタリアの高級アパレルメーカー、ファッションブランド。1953年、イタリアのスミラーゴにて創業。
日本ではオンワードグローバルファッション (OGF) が輸入販売総代理店となっていたが、ソニア・リキエルと共に2017-2018年秋冬コレクションで終了。表参道沿いのミッソーニ路面店もOGFのジル・サンダーの店舗に変換。
2018年春夏コレクションから三喜商事が輸入販売総代理店。

## 創業者について
創業者のオッタヴィオ・ミッソーニは、ロンドンオリンピック (1948年)に出場した陸上競技の選手 であり、当初、スポーツウェアの製造を行っていたが、徐々に高級アパレル製品へシフト。斬新なデザインや色遣いのニット製品を通じて、20世紀後半、世界に通用するアパレルブランドに成長した。社内では、長男のヴィットリオ・ミッソーニが後継者となり、幹部を一族で固めた同族経営を行ってきたが、ヴィットリオは2013年に航空機事故で夫人とともに行方不明（後日、ベネズエラの沖合にて墜落機が確認されている）になるとともに、創業者のオッタビオも同年5月9日に病死し、相次いで経営者と精神的な支柱を失うこととなった。